# Немильня (річка)
Неми́льня (біл. Нямыльня) — річка в Гомельській області Білорусі та Чернігівській області України, ліва притока річки Сож басейну Дніпра.
Довжина річки становить 32 км, з них на території України — 13 км, Білорусі — 11 км, є частиною державного кордону — 8 км.
Починається річка з болота на східній окраїні містечка Добрянка. Тече спочатку на північний захід, утворюючи кордон між двома державами, після чого повністю тече територією Білорусі. В білоруському селі Кравцовка річка повертає на південь і входить в межі України. Впадає до Сожу поблизу села Нова Папірня.
Притоки:
- праві — Струпів, Биковка (на території Білорусі)
- ліві — Луб'янка (служить державним кордоном), Аткильня (на території України).

На річці розташовуються села:
- на території Білорусі — Піддобрянка, Дикалівка, Кравцовка, Семенівка
- на території України — Киселівка, Нові Яриловичі, Нова Папірня.

В селі Дикалівка (біл. Дзікаловка) збудований великий став. Через річку проходять значні автомагістраль та залізниця у напрямку Чернігів — Гомель.